# Biotopo Lago di Toblino

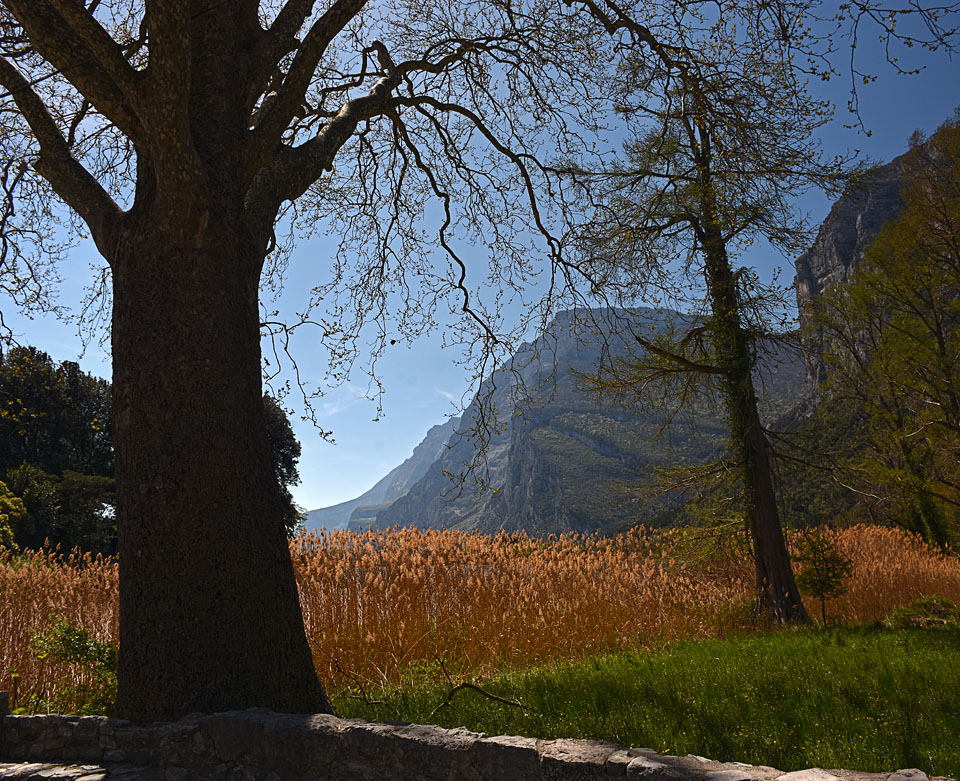
Biotopo di Lago Toblino

Il Biotopo Lago di Toblino è un'area naturale protetta situata nel comune di Madruzzo, in provincia autonoma di Trento (Trentino-Alto Adige).
Il biotopo è stato istituito nel 1992 e comprende gran parte del lago omonimo e delle sue rive.
L'area del biotopo è stata dichiarata sito di interesse comunitario e zona speciale di conservazione denominata "Lago di Toblino" (IT3120055).
Il lago si trova in una condizione singolare, dal punto di vista climatico: mentre le montagne vicine manifestano le tipiche caratteristiche delle zone alpine, nel fondovalle l'azione del lago e le ultime propaggini del clima mite gardesano consentono lo sviluppo di specie submediterranee o addirittura, in coltivazione, di specie mediterranee. 

## Flora
Possiamo trovare conifere come caducifoglie, e dunque pini ma anche lecci, salici e querce. Nella zona più bassa del bacino idrografico hanno anche prosperato piante di alloro, di rosmarino, di limone e di olivo. Sono presenti, ovviamente, specie lacustri e palustri (ninfee, canneti, lamineti..).

## Fauna
Quanto alla fauna, va citata almeno quella lacustre. Oltre alle specie ittiche (per esempio la trota), il maggior interesse è rappresentato dagli uccelli acquatici: sono presenti anatre, cigni, folaghe, germano reale, l'usignolo di fiume, lo svasso maggiore e l'airone cinerino. Interessante la nidificazione di moretta negli anni 1996, 2002 e 2003. Importante anche il numero di svernanti: oltre a tuffetto e moretta sono ancora stati avvistati smergo maggiore, quattrocchi, tarabuso, moretta tabaccata, moretta grigia, moriglione, porciglione e tanti altri. Nel periodo migratorio sono stati avvistati alzavola, fischione, orco marino, gabbianello, gavina, garzetta e airone bianco maggiore. Ma non va dimenticata la fauna pre-alpina ed alpina delle zone limitrofe allo specchio d'acqua.